# Ассоциация отзыва
Ассоциация отзыва (ирл. Repeal Association; ирл. Gluaiseacht na hAisghairme; рипилеры) — ирландское массовое политическое движение, созданное популярным политиком-католиком Даниелом О’Коннелом в 1830 году для проведения кампании за отзыв (отмену) Актов об унии 1800 года Великобритании и Ирландии.
Целью Ассоциации было вернуть Ирландию к полностью децентрализованному правительству, которого Генри Граттан и его патриоты добились в 1780-х годах, то есть к полной законодательной независимости парламента Ирландии под британской короной, но на этот раз с правом голоса католиков, которое стало возможным после принятия в 1829 году Билля об эмансипации католиков, поддержанного электоратом и одобренным в соответствии с Актом о народном представительстве в Ирландии 1832 года. В 1842 году внутри Ассоциации развилось движение «Молодая Ирландия».
В парламентских выборах в Соединённом Королевстве кандидаты Ассоциации отзыва в первый раз приняли участие в 1832 году. В период с 1835 по 1841 год Ассоциация имела пакт с вигами о сотрудничестве. Кандидаты-рипилеры, не связанные с партией вигов, участвовали в выборах 1841 и 1847 годов.

## Участие в выборах
| Выборы                                   | Кандидаты | Б/А | Голоса | %    | Места   |
| ---------------------------------------- | --------- | --- | ------ | ---- | ------- |
| 1832                                     | 51        | 14  | 31 773 | 34,6 | 42 (39) |
| 1835                                     | 43        | 12  | н/д    | н/д  | 34 (32) |
| 1837                                     | 34        | 15  | н/д    | н/д  | 30 (31) |
| 1841                                     | 22        | 12  | 12 537 | 24,8 | 20 (18) |
| 1847                                     | 51        | 18  | 14 128 | 43,6 | 36 (35) |
| Источник: Walker and Rallings & Thrasher |           |     |        |      |         |